# 岐セン
岐セン株式会社（ぎセン、英: GISEN CO., LTD.）は日本の繊維製品メーカー。岐阜県瑞穂市に本社を置く合繊の染色加工を主力事業とする企業である。

## 概要
日本の繊維産業全体が衰勢にあるなかで2002年と2003年には赤字に陥ったものの、工場再編や生産効率向上などの事業改革、日本経済全体の回復基調、また得意とするポリエステル複合商品の需要拡大を受けて売上高・利益共に回復基調に転じている。加工技術に対しては日本国内外から高い評価を得ており、関係の深い東レの海外の合弁企業に対しても技術援助・協力を行っている。また主に笠松工場で手がけている裏地の加工においては全国シェア4割を誇る規模にある。

## 沿革
- 1943年（昭和18年） - 岐阜県整染株式会社として創立。
- 1951年（昭和26年） - 岐阜整染株式会社に改称。
- 1964年（昭和39年） - タイ、エルサルバドルなど諸外国への技術協力・援助を行う。
- 1973年（昭和48年） - 岐セン株式会社に社名を変更、名証二部に上場。
- 2003年（平成15年） - 岐阜工場を穂積工場に統合し、本社を穂積工場所在地に移す。
- 2004年（平成16年） - 名証二部を上場廃止となる。

## 事業所
- 本社・穂積工場（岐阜県瑞穂市)
- 笠松工場（岐阜県笠松町）
- 大阪営業所（大阪府大阪市）

## 関連企業
- 中日本アパレルシステムサイエンス
- 岐セン物流
- ギフパッキング